# Nils Personne (militär)
Nils Birger Valdemar Personne, född 29 juni 1918 i Örebro södra församling i Örebro län (folkbokförd i Hudiksvalls församling i Gävleborgs län), död 26 augusti 2013 i Nyköpings Sankt Nicolai församling i Södermanlands län, var en svensk militär.

## Biografi
Personne avlade studentexamen vid Högre latinläroverket å Norrmalm i Stockholm 1937. Han avlade officersexamen vid Flygkrigsskolan 1940 och utnämndes samma år till fänrik vid Västmanlands flygflottilj, där han tjänstgjorde till 1945, befordrad till löjtnant 1942. Han gick Allmänna kursen vid Flygkrigshögskolan och sedan Högre kursen där 1945–1947, befordrades till kapten 1947, tjänstgjorde vid Organisationsavdelningen i Flygstaben 1947–1951, befordrades till major 1951 och var lärare vid Flygkrigshögskolan 1951–1955. Han befordrades han till överstelöjtnant 1956 och var han lärare vid Försvarshögskolan 1956–1959. År 1959 befordrades han till överste, varefter han var chef för Södermanlands flygflottilj 1959–1961 och souschef i Flygstaben 1961–1964. Han befordrades till överste av första graden 1964 och var sektionschef i Flygstaben 1964–1966. År 1966 befordrades han till generalmajor, varpå han var chef för Fjärde flygeskadern under 1966 och stabschef vid staben i Övre Norrlands militärområde 1966–1972. Han befordrades 1972 till generallöjtnant och var därefter militärbefälhavare för Övre Norrlands militärområde 1972–1976 och för Västra militärområdet 1976–1980.
Nils Personne invaldes 1963 som ledamot av Kungliga Krigsvetenskapsakademien.
Han var verksam vid Nyge Aero 1981–1988 och var ordförande i Svensk Flyghistorisk Förening 1982–1987.

### Utmärkelser
- Riddare av första klassen av Svärdsorden, 1952.[9]
- Kommendör av Svärdsorden, 6 juni 1964.[10]
- Kommendör av första klassen av Svärdsorden, 6 juni 1966.[11]
- Kommendör med stora korset av Svärdsorden, 6 juni 1973.[12]